# Liste des ministres flamands de l'Agriculture
Voici la liste des ministres de l'Agriculture de Flandre depuis la création de la fonction en 1981.
| Nom | Nom         | Nom                         | Parti  | Mandat                                                           | Gouvernement(s) | Portefeuille ministériel |
| --- | ----------- | --------------------------- | ------ | ---------------------------------------------------------------- | --- | --- |
| 1   |             | Paul Akkermans (1923-2007)  | CVP    | 22 décembre 1981 - 10 décembre 1985 (3 ans, 11 mois et 18 jours) | Geens I | Président et Ministre communautaire des Affaires économiques et de l'Emploi                                                                            |
| 2   |             | Eric Van Rompuy (1949-)     | CVP    | 20 juin 1995 - 13 juillet 1999 (4 ans et 23 jours)               | Van den Brande IV                                                                                                   | Ministre de l'Économie, des PME, de l'Agriculture et des Médias                                                                                        |
| 3   |             | Vera Dua (1952-)            | Agalev | 13 juillet 1999 - 23 mai 2003 (3 ans, 10 mois et 10 jours)       | Dewael | Ministre de l'Environnement et de l'Agriculture |
| 4   |             | Ludo Sannen (1954-)         | Agalev | 23 mai 2003 - 18 février 2004 (8 mois et 26 jours)               | Dewael | Ministre de l'Environnement, de l'Agriculture et de la Coopération au développement                                                                    |
| 4   | Groenǃ      | Ludo Sannen (1954-)         | Somers | 23 mai 2003 - 18 février 2004 (8 mois et 26 jours)               | | Ministre de l'Environnement, de l'Agriculture et de la Coopération au développement                                                                    |
| 5   |             | Jef Tavernier (1951-)       | Groenǃ | 18 février 2004 - 20 juillet 2004 (5 mois et 2 jours)            | Somers | Ministre de l'Environnement, de l'Agriculture et de la Coopération au développement                                                                    |
| 6   |             | Yves Leterme (1960-)        | CD&V   | 20 juillet 2004 - 27 juin 2007 (2 ans, 11 mois et 7 jours)       | Leterme | Ministre-président et Ministre des Réformes institutionnelles, de l'Agriculture, de la Pêche maritime, des Ports et de la Politique rurale             |
| 7   |             | Kris Peeters (1962-)        | CD&V   | 27 juin 2007 - 25 juillet 2014 (7 ans et 28 jours)               | Peeters I | Ministre-président et Ministre des Réformes institutionnelles, de l'Agriculture, de la Pêche maritime, des Ports et de la Politique rurale             |
| 7   | Peeters II  | Kris Peeters (1962-)        | CD&V   | 27 juin 2007 - 25 juillet 2014 (7 ans et 28 jours)               | Ministre-président et Ministre de l'Économie, de la Politique étrangère, de l'Agriculture et de la Politique rurale | |
| 8   |             | Joke Schauvliege (1970-)    | CD&V   | 25 juillet 2014 - 5 février 2019 (4 ans, 6 mois et 11 jours)     | Bourgeois | Ministre de l'Environnement, de la Nature et de l'Agriculture                                                                                          |
| 9   |             | Koen Van den Hauvel (1964-) | CD&V   | 5 février 2019 - 2 octobre 2019 (7 mois et 27 jours)             | Bourgeois | Ministre de l'Environnement, de la Nature et de l'Agriculture                                                                                          |
| 9   | Homans      | Koen Van den Hauvel (1964-) | CD&V   | 5 février 2019 - 2 octobre 2019 (7 mois et 27 jours)             | | Ministre de l'Environnement, de la Nature et de l'Agriculture                                                                                          |
| 10  |             | Hilde Crevits (1967-)       | CD&V   | 2 octobre 2019 - 18 mai 2022 (2 ans, 7 mois et 16 jours)         | Jambon | Vice-Ministre-présidente et Ministre de l'Économie, de l'Innovation, de la Science, du Travail, de l'Économie sociale, de l'Agriculture et de la Pêche |
| 11  |             | Jo Brouns (1975-)           | CD&V   | 18 mai 2022 - (2 ans, 9 mois et 25 jours)                        | Jambon | Vice-Ministre-présidente et Ministre de l'Économie, de l'Innovation, de la Science, du Travail, de l'Économie sociale, de l'Agriculture et de la Pêche |
| 11  | Diependaele | Jo Brouns (1975-)           | CD&V   | 18 mai 2022 - (2 ans, 9 mois et 25 jours)                        | Ministre de l'Environnement et de l'Agriculture                                                                     | |